# 170. pr. n. št.
170. pr. n. št. je tretje desetletje v 2. stoletju pr. n. št. med letoma 179 pr. n. št. in 170 pr. n. št.. 